# Mistrzostwa Europy w biegu 24-godzinnym 2013
19. Mistrzostwa Europy w biegu 24-godzinnym 2013 – zawody lekkoatletyczne, które odbyły się 11 i 12 maja 2013 w Steenbergen.

## Medaliści
|                         | 1. miejsce                                                         | Rezultat   | 2. miejsce                                                                 | Rezultat   | 3. miejsce                                                          | Rezultat   |
| Mężczyźni indywidualnie | Florian Reus                                                       | 259,939 km | Anatolij Kruglikow                                                         | 257,040 km | Timur Ponomariew                                                    | 256,666 km |
| Mężczyźni drużynowo     | Niemcy 1. Florian Reus · 2. Patrick Hösl · 3. Oliver Leu           | 752,007 km | Rosja 1. Anatolij Kruglikow · 2. Timur Ponomariew · 3. Andriej Ziemcow     | 748,162 km | Włochy 1. Tiziano Marchesi · 2. Stefano Montagner · 3. Paolo Rovera | 715,739 km |
| Kobiety indywidualnie   | Anne-Marie Vernet                                                  | 229,393 km | Cecile Nissen                                                              | 227,618 km | Sharon Law                                                          | 226,107 km |
| Kobiety drużynowo       | Francja 1. Anne-Marie Vernet · 2. Cecile Nissen · 3. Pascale Bouly | 670,698 km | Wielka Brytania 1. Sharon Law · 2. Debbie Martin-Consani · 3. Emily Gelder | 658,357 km | Niemcy 1. Heike Bergmann · 2. Antje Krause · 3. Marika Heinlein     | 651,117 km |

## Reprezentacja Polski

### Mężczyźni
Drużyna mężczyzn zajęła 9. miejsce z wynikiem 665,730 km
| Miejsce | Zawodnik            | Klub                 | Rezultat   |
| 19.     | Ireneusz Czapiga    | TS AKS Chorzów       | 233,096 km |
| 32.     | Andrzej Radzikowski | LKS Olymp Błonie     | 218,631 km |
| 40.     | Paweł Szynal        | LKS Olymp Błonie     | 214,003 km |
| 61.     | Tomasz Kuliński     | WKB Meta Lubliniec   | 201,782 km |
| 75.     | Piotr Sawicki       | AKL Ursynów Warszawa | 178,188 km |

### Kobiety
Drużyna kobiet zajęła 9. miejsce z wynikiem 590,079 km
| Miejsce | Zawodniczka         | Klub             | Rezultat   |
| 19.     | Aleksandra Niwińska | AZS AWF Katowice | 211,894 km |
| 35.     | Dorota Szeszko      | AZS AWF Katowice | 197,230 km |
| 47.     | Agnieszka Mizera    | AZS AWF Katowice | 180,955 km |